# 漢江戰役 (1950年)
漢江戰役，是韓戰開始後，朝鮮人民軍越過38線全面南侵而發起的戰役，結果是大韓民國國軍放棄漢江。